# 蔣允儀
蔣允儀（?—1642年），字聞韶，别號澤壘、澤礌，直隸常州府宜興縣民籍。明末政治人物。

## 生平
万历三十四年（1606年）丙午科應天府鄉試舉人，四十四年（1616年）丙辰科进士，授桐乡县知县，移嘉兴。天啓二年（1622年），擢陕西道御史，三年巡按陕西，条上筹边八事。五年，允仪还朝，即出为湖广副使。其冬，魏忠贤使给事中苏兆先劾其为门户渠魁，遂削籍。崇禎元年七月，起補山東道御史，十一月掌河南道事，二年四月升添註太僕寺少卿。四年六月，以右佥都御史抚治郧阳。六年，流贼将窥湖广，兵部令其移镇襄陽，郧阳益虚。中官陈大金与左良玉来援，副使徐景麟见其多携妇女，疑为贼，用炮击之，士马多死。大金怒，诉诸朝，命逮景麟，责允仪陈状。已而并逮允仪下狱，戍边，而以卢象升代。十五年，御史杨尔铭、给事中倪仁祯相继论荐，未及用而卒。

## 家族
曾祖蔣秀，蓟州知州。祖蔣士元，乡贤、名宦。父蔣弘憲，户部员外郎。

## 引用
1. ↑  《萬曆四十四年丙辰科進士序齒録》
2. ↑  《萬曆四十四年丙辰科進士履歷》：蔣允儀，澤礨，春秋一房，己丑七月二十六日生。宜兴县人，丙午六十五，会二百三十三，三甲六十一名。大理寺政，授柏乡知县，戊午本省同考，己未調加兴知县，壬戌行取考选，授陕西道御史，癸亥陕西巡按，乙丑升湖廣参议，为民，戊辰補山东道，掌河南道印，己巳升太仆寺少卿，辛未升右佥都御史、巡抚郧阳。曾祖秀，蓟州知州。祖士元，乡贤、名宦。父弘憲，户部员外郎。
3. ↑  天启五年十二月，刑科給事中蘇兆先疏參南京戶部尚書周希聖、御史蔣允儀、趙延慶。得旨：周希聖營入台班，旋降典史，投身邪黨，躐躋正卿；蔣允儀門戶渠魁，把持察典，雖經例轉，公憤未平；趙延慶調簡行取，奧援通神，激變營軍，流毒善類，都著削籍為民，當差仍追奪誥命。

## 延伸阅读
[在维基数据编辑]
 《明史卷二百三十五》，出自《明史》

| 官衔          | 官衔                                 | 官衔        |
| ------------- | ------------------------------------ | ----------- |
| 前任： 劉餘祐 | 明朝嘉兴县知县 萬曆四十七年-天啓二年 | 繼任： 湯齊 |